# Donald Crombie
Donald Crombie   (Brisbane, 5 de juliol de 1942 - 25 de març de 2025) va ser un guionista i director de cinema i televisió australià.
Va estudiar a l'Anglican Church Grammar School i es va graduar al National Institute of Dramatic Art. Crombie va començar a treballar a la Commonwealth Film Unit el 1963. Ha dirigit llargmetratges, telemovies, mini-sèries, sèries de drama, documentals i comercials i també ha escrit guions de cinema i televisió. Crombie és membre del consell de l'AWG, ASDACS i ASDA i President d'ASDA durant 5 anys.

## Filmografia

### Cinema
- The Choice (1971)
- Caddie (1976)
- The Irishman (1978) (també guionista)
- Cathy's Child (1979)
- The Killing of Angel Street (1981)
- Kitty and the Bagman (1983)
- Playing Beatie Bow (1986)
- Rough Diamonds (1994) (també guionista)
- Selkie (2000)

### Televisió
- Do I Have to Kill My Child? (1976) (TV) (també guionista)
- "Cyclone Tracy" (1986) TV minisèrie
- The Heroes (1988) (TV)
- The Alien Years (1988) (TV)
- The Saint: Fear in Fun Park (1989) (TV)
- The River Kings (1991) TV minisèrie
- Heroes II: The Return (1991) (TV)
- The Feds: Terror (1993) (TV)
- "Time Trax" (1993–1994)
- "Flipper" (1995–1997)
- "Tales of the South Seas" (1998) TV series
- "McLeod's Daughters" (2001–2002)

### Altres
- Aircraft at Work (1966) (documental) (també guionista)
- Is Anybody Doing Anything About It? (1967) (curt) (també guionista)
- Sailor (1968) (documental)
- Top End (1968) (documental)
- Our Land Australia (1972) (documental) (també productor i coguionista)
- Who Killed Jenny Langby? (1974) (documental) (també coguionista)
- Robbery Under Arms (1985) (cinema i minisèrie)